# Arie Vardi
Arie Vardi, in ebraico אריה ורדי (Tel Aviv, 1937), è un pianista israeliano. Attualmente insegna alla Buhmann-Mehta Academy di Tel Aviv, all'Hochschule für Musik und Theater di Hannover. Annovera fra i suoi studenti alcuni dei migliori pianisti a livello internazionale come Yefim Bronfman. Molti sono risultati vincitori di prestigiosissimi concorsi. Yundi Li, vincitore della 14ª edizione del Concorso Chopin di Varsavia, ne è un esempio.

## Biografia
Vardi ha intrapreso la sua brillante carriera all'età di 15 anni dopo aver vinto il Concorso Chopin in Israele e il Concorso George Enescu di Bucarest, nella cui occasione ha suonato per la prima volta con l'Israel Philharmonic Orchestra diretta da Zubin Mehta.
In seguito si è perfezionato a Basilea con Paul Baumgartner per il pianoforte e ha studiato composizione con Pierre Boulez e Karlheinz Stockhausen. Da allora si è esibito come solista e con le maggiori orchestre dirette da bacchette del calibro di Jerzy Maksymiuk, Semion Bychkov, Lukas Foss, Kurt Masur, Paul Paray e lo stesso Zubin Mehta.
Le sue tournée lo hanno portato in Europa orientale e occidentale, negli Stati Uniti, in America latina, in Estremo Oriente, in Australia e Giappone. Vardi si esibisce regolarmente come solista e direttore d'orchestra, suonando tutti i concerti di Bach e Mozart. Negli ultimi anni si è specializzato nel repertorio del periodo impressionista, con particolare attenzione alle opere di Debussy e Ravel. I suoi dischi RCA hanno vinto riconoscimenti internazionali e premi.
È stato spesso membro delle giurie dei più importanti concorsi internazionali: Paloma O'Shea di Santander, Hamamatsu di Shizuoka, Concorso Gina Bachauer di Salt Lake City, Concorso Čajkovskij di Mosca, Concorso di Leeds e il Concorso Chopin di Varsavia.
Tiene di frequente master e lezioni seguite da concerti alla Juilliard School di New York, al Conservatorio di Mosca, alla Royal Academy of Music di Londra e al Conservatorio di Parigi